# Мадригали
Мадригали су рокенрол бенд из Битоља.

## Историја
Група Мадригали је активно свирала у свом родном граду и широм бивше Југославије од 1975. до 1981. године. Године 1979.  "Мадригали" је променио име у "Гром у очи" и функционише до 1981, када бенд престаје са радом.
Поред сопствених песама у поп рок стилу, Мадригали је пјевао и песме из "Дип Пурпл", "Лед Зеппелина", "Стевие Вондера" ... Аутор музике и текстова, за већину песама Мадригалија је  Драган Каранфиловски-Боис.
Мадригали је 1977. године освојио прву награду публике за гитару у Зајечару [1],  а добио је и прву награду тадашње Радио Телевизије Београд. Песма "Македонија", коју су представили у Зајечару,представљена је и  1977. на Фестивалу младих у Суботици.
Године 1979. бенд је поново наступао на Зајечарској гитаријади и освојио прво место публике. Исте године, "Мадригали" је променио име на "Гром у очи". Под тим именом 1981. године бенд ће наступити у центру "Скендерија" у Сарајеву, гдје ће завршити пјесму "Плати една дупла и мрш да те нема", који ће постати хит у бившој.
2013. године, неки чланови бенда поново ће се окупити током целог ноћног концерта како би затворили Битољско културно љето "Бит-Фест". На концерту у античком позоришту Херакеа Линкестис ће наступити заједно са Дадом Топићем [2]..

## Чланови
Мадригали је сарађивао са многим важним именима из македонске музичке сцене. Ово је (непотпуна) листа чланова групе:
- Цане Николовски – вокал и флаута
- Драган Каранфиловски-Бојс, соло гитара
- Благој Тасевски–Бале, соло гитара
- Миле Шерденков–Шендер, бас гитара
- Томе Георгиев–Шкипот, бубњеви
- Трајче Каров– бубњеви
- Панде Пажиќ-клавијатуре

## Хитови
Један од хитова Мадригалија "Здраво млади" је направљен по налогу новинара и публициста Стојана Тренцевског. Током седамдесетих година Тресевски је био политички званичник младих и затражио од Мадригалија да направи песму која би била нека врста промоције омладинског рада.
Са "Здраво млади" многи бригадирци у бившој Југославији почињу и завршавају свој радни дан.